# Amt Lubmin
Amt Lubmin er et Amt i den nordlige del af Landkreis Vorpommern-Greifswald, i den tyske delstat Mecklenburg-Vorpommern. Amtet har ti kommuner og administrationen ligger i badebyen Lubmin.
Amtets område strækker sig fra bygrænsen til Greifswald og Dänische Wiek ved Østersøen ivest og nord (Greifswalder Bodden), til halvøen Struck og langs Peenestromes til bygrænsen til Wolgast mod øst. Amtet grænser mod syd til amterne Züssow og Am Peenestrom. Øerne Ruden og Greifswalder Oie indgår også i amtet. Den nordøstligste del af området er en del af Naturpark Insel Usedom.
I kystbyerne Seebad Lubmin, Kröslin og Loissin er præget af turisme, mens landbrug dominerer i baglandet. Det tidligere atomkraftværk Kernkraftwerk Lubmin blev nedlagt i 1990. Værkets område er nu udlagt til industriområde. Foruden det midlertidige lager for atomaffald, er der anlagt en ny havn i den tidligere afløbskanal.
I den sydlige del af Amt Lubmin går Bundesstraße B 109 (fra Greifswald mod Anklam) og B 111 (fra Wolgast til motorvejen A 20).

## Kommuner i amtet
- Brünzow med Klein Ernsthof, Kräpelin, Stilow, Stilow-Siedlung og Vierow
- Hanshagen
- Katzow med Kühlenhagen, Jägerhof og Netzeband
- Kemnitz med Kemnitzerhagen, Kemnitz Meierei, Neuendorf, Neuendorf Ausbau og Rappenhagen
- Kröslin med Freest, Hollendorf, Karrin og Spandowerhagen
- Loissin med Gahlkow og Ludwigsburg
- Lubmin
- Neu Boltenhagen med Karbow, Lodmannshagen og Spiegelsdorf
- Rubenow med Groß Ernsthof, Latzow, Nieder Voddow, Nonnendorf, Rubenow Siedlung og Voddow
- Wusterhusen med Gustebin, Konerow, Pritzwald, Stevelin